# Christmas in America
Christmas in America è un album in studio natalizio del musicista statunitense Kenny Rogers, pubblicato nel 1989.

## Tracce
1. Christmas in America – 3:02 (Dolly Parton)
2. Winter Wonderland – 2:10 (Bernard, Smith)
3. I'll Be Home for Christmas – 3:04 (Gannon, Kent, Ram)
4. Silver Bells – 3:56 (Evans, Livingston)
5. Have Yourself a Merry Little Christmas – 3:27 (Blane, Martin)
6. Christmas in America (reprise) – 1:02 (Parton)
7. Joy to the World – 1:56 (Mason, Watts)
8. Away in a Manger – 1:22 (tradiz.)
9. O Little Town of Bethlehem – 2:41 (Brooks, Redner)
10. God Rest Ye Merry Gentlemen – 1:25 (tradiz.)
11. The First Noel – 2:42 (Sandys)
12. Christmas in America (segue) – 0:21 (Parton)
13. What Child Is This? – 1:50 (Dix, tradiz.)
14. Silent Night – 2:27 (Gruber, Mohr)